# Стеґна (Пшасниський повіт)
Стеґна (пол. Stegna) — село в Польщі, у гміні Єднорожець Пшасниського повіту Мазовецького воєводства.
Населення — 547 осіб (2011).
У 1975-1998 роках село належало до Остроленцького воєводства.

## Демографія
Демографічна структура станом на 31 березня 2011 року:
|          | Загалом | Допрацездатний вік | Працездатний вік | Постпрацездатний вік |
| -------- | ------- | ------------------ | ---------------- | -------------------- |
| Чоловіки | 270     | 55                 | 193              | 22                   |
| Жінки    | 277     | 72                 | 158              | 47                   |
| Разом    | 547     | 127                | 351              | 69                   |